# Deuteronomos autumnaria
Deuteronomos autumnaria är en fjärilsart som beskrevs av Heinrich Benno Möschler 1884. Deuteronomos autumnaria ingår i släktet Deuteronomos och familjen mätare. Inga underarter finns listade i Catalogue of Life.